# میو ساوای
میو ساوای (انگلیسی: Miyuu Sawai؛ زادهٔ ۲۳ اکتبر ۱۹۸۷) یک هنرپیشه اهل ژاپن است. 